# Ассиох
Ассиох — родник в Крыму, на территории большой Алушты, в балке Ай-Йори, один из истоков реки Ксыр-Пата (Куру-Узень). Расположен юго-восточном склоне горной яйлы Демерджи, у горы Шан-Хая, на высоте 358 м над уровнем моря. Существует версия, что ранее родник назывался Хачамар.

## Название
В реестре источников Куру-Узеня Партией Крымских Водных Изысканий источник зафиксирован под название Асих, в работах краеведа И. Л. Белянского ошибочно приведено название Хачамар (это соседний родник), которое уже успело распространиться. Также бытует местное название Лисичка. А. Мамин в работе «Отчет по исследованию Караби-Яйлы и обоих её склонов в 1929 г.» приводит вариант гидронима Ай-Сиб.

## Описание
Дебет источника, по сведениям Партии Крымских Водных Изысканий на 1913—1916 год, в отчёте «Материалы по водным изысканиям в Крыму. Гидрометрический отдел. Выпуск 3. Источники горной части Крымского полуострова. Часть V. Источники Алуштинского, Куру-узеньского и Отузского гидрометрических районов», на 1914 год определён в 2190 (максимум — 5840, минимум — 960) вёдер в сутки (около 0,3 л/сек). Температура воды была установлена Ю. А. Листовым 19 августа 1888 года — 11,1 °C, в 2015 году измеренная температура составила 13,2 °C. Родник был оборудован в 1961 году работниками Ялтинской инженерно-геологической и гидрологической партии Пантелеймоном Владимировичем Романовским и Семёном Тихоновичем Котовым, о чём свидетельствуют надпись на водосливе: автографы-инициалы ПВ и СТ.